# 奧林匹克OA-93手槍
奧林匹克OA-93（英語：Olympic Arms OA-93）是一款由美国华盛顿州奧林匹亞市槍械製造商奧林匹克武器公司以AR-15自動步槍為藍本所研製及生產的步枪口徑氣動式半自動手槍（亦可說是短管半自動步枪），發射5.56×45毫米北約口徑制式步枪子彈。

## 概述
奧林匹克OA-93取消了槍托和大部分的AR-15／M16步槍系列的衍生型都具有的尾部圓筒型後座力緩衝器套管，因為OA-93通過特殊設計、類似於阿瑪萊特AR-18突击步枪的平頂上機匣式設計，將復進簧裝置挪到槍管上方的導氣管。
然而，以後的1994年犯罪法案的通過卻導致奧林匹克武器公司需要對武器的基本設計進行修改以繼續出售。OA-93的第一個修改版本是OA-96，其30發彈匣也被固定，並以焊接到位使其無法分離。此外，OA-96的後方具有一個按鈕，用以撅開上機匣，然後就可以彈夾條從頂部裝填彈藥。
兩年之後推出的OA-98重新採用了可拆卸式彈匣，但槍身各處都被開了的通孔鏤空以減輕重量50盎司，讓OA-98又具有一個特性符合1994年犯罪條例草案。
在1993年和聯邦突擊武器禁制法案（簡稱：AWB）到期的2004年至2007年之間，奧林匹克武器公司還生產了一款以手槍型為藍本的活塞傳動式卡賓槍型。除了延長槍管以外，還裝上了折疊式槍托。

## 流行文化

### 电影
- 1994年—：型號為OA-93，被約翰·克拉克（John Clark，威廉·達佛飾演）所使用。
- 1995年—：型號為OA-93，裝上20發彈匣，被麥克·勞里警探（Detective Mike Lowrey，威爾·史密斯飾演）所使用，奇怪地下機匣裝有小型“手槍”緩衝管。
- 1995年—：型號為OA-93，裝上90發MWG彈鼓（以上裝有一條霓虹燈），被双面人的黨羽所使用，奇怪地下機匣裝有小型“手槍”緩衝管。
- 1995年—：型號為OA-93，被恩格爾曼（Engelman，威廉·菲德內爾飾演）所使用，奇怪地下機匣裝有小型“手槍”緩衝管。
- 1998年—《4》：型號為OA-93，可全自動射擊，被「人型坦克」所使用，奇怪地下機匣裝有小型“手槍”緩衝管。
- 2003年—：型號為OA-93，被科里和巴羅瑞的手下所使用，其中兩枝被埃爾·馬拉奇（El Mariachi，安东尼奥·班德拉斯飾演）奪取，奇怪地下機匣裝有小型“手槍”緩衝管。
- 2012年—：型號為OA-93，被黑幫組織所使用。

### 电視剧
- 2000年—：2003年5月15日第3季第23集（總集數為第69集）「盒子以內」（Inside the Box），被銀行劫匪所使用。

## 資料來源
1. ↑  .   [2012-03-31]. （原始内容存档于2011-03-18）.
2. 1 2  Carpenteri, Stephen D. . Skyhorse Publishing Company, Incorporated. 13 December 2013: 333, 660  [2016-01-27]. ISBN 978-1-62087-513-1. （原始内容存档于2014-07-08）.
3. 1 2  Ramage, Ken. . Iola, Wisconsin: Gun Digest Books. 2006: 123  [2016-01-27]. ISBN 0-89689-426-6. （原始内容存档于2014-07-09）.

## 外部連結
- （英文）—Official Website
- （英文）—Manual （页面存档备份，存于）
- （简体中文）—D boy Gun World（槍炮世界）—OLYMPIC公司的AR-15 （页面存档备份，存于）